# Kevin Waller
Pour les articles homonymes, voir Waller.
Kevin Gordon Waller, né en 1987, est un nageur handisport sud-africain.

## Carrière
Kevin Gordon Waller subit une amputation de la jambe après un accident de la route.
Aux Jeux africains de 2011 à Nairobi, il obtient la médaille d'argent sur 100 mètres dos S6-S10 et sur la médaille de bronze sur 100 mètres nage libre S6-S10,.